# Quo vadis, Aida?
Quo vadis, Aida? è un film del 2020 scritto, diretto e co-prodotto da Jasmila Žbanić. Si tratta del primo film a trattare direttamente del massacro di Srebrenica.
È stato presentato in concorso alla 77ª Mostra internazionale d'arte cinematografica di Venezia e candidato all'Oscar al miglior film internazionale in rappresentanza della Bosnia ed Erzegovina ai premi Oscar 2021.

## Trama
Nel 1995, durante le guerre di dissoluzione della Jugoslavia, l'esercito serbo-bosniaco conquista la città bosniaca di Srebrenica, dove Aida, una traduttrice dell'ONU, si trova col marito e i suoi due figli. Aida ritiene di essere al sicuro nella base dell'ONU in cui lavora, ma quando la pressione dei serbo-bosniaci sul suo perimetro, entro il quale hanno trovato rifugio centinaia di cittadini musulmani d'etnia bosgnacca, comincia a intensificarsi, deve trovare il modo di salvare sé stessa e la propria famiglia dal massacro imminente.

## Produzione
Per la vicenda del film Žbanić si è ispirata a quella del traduttore bosniaco Hasan Nuhanović e della sua famiglia durante il massacro.
Le riprese del film, che ha avuto un budget pari a circa 4 milioni di euro, si sono tenute nel 2019 in Bosnia con più di 6000 comparse.

## Distribuzione
Il film è stato presentato in anteprima il 3 settembre 2020 in concorso alla 77ª Mostra internazionale d'arte cinematografica di Venezia.
In Italia è stato distribuito il 30 settembre 2021 da Academy Two e Lucky Red.

## Riconoscimenti
- 2021 – Premio Oscar[3]
  - Candidatura per il miglior film internazionale
- 2020 – Mostra internazionale d'arte cinematografica[2][7]
  - Premio SIGNIS
  - Premio Brian dell'UAAR
  - Premio UNIMED (Unione delle Università del Mediterraneo)
  - In competizione per il Leone d'oro al miglior film
- 2021 – Independent Spirit Awards[8]
  - Candidatura per il miglior film straniero
- 2021 – European Film Awards
  - Miglior film
  - Miglior regista
  - Miglior attrice (Jasna Đuričić)